# Autobomba
Un'autobomba identifica un autoveicolo (generalmente un'autovettura) al cui interno viene collocato un ordigno e/o altro materiale esplosivo (per es. il tritolo), la cui detonazione viene realizzata a distanza (di solito attraverso un radiocomando) o all'impatto.

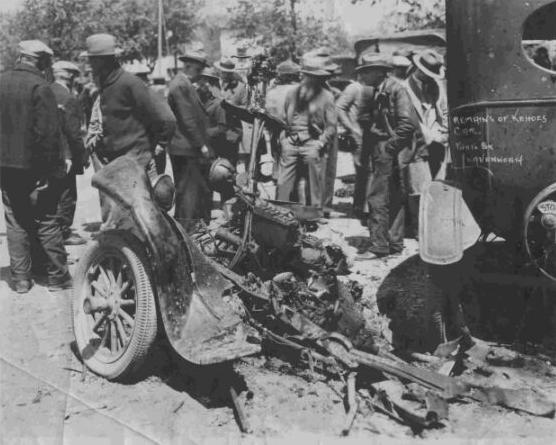
I resti dell'autobomba di Andrew Kehoe, autore del massacro della Bath School

Può essere considerato un veicolo da combattimento di fabbricazione artigianale.

## Storia
Originariamente utilizzata negli anni sessanta-settanta dal terrorismo mediorientale (in particolare in Libano e a Beirut), l'autobomba aveva inizialmente dei rudimentali meccanismi di detonazione, come quello che veniva collegato al sistema di accensione del motore della vettura. Questa tecnica è stata ripresa e perfezionata da svariate associazioni criminali sud-americane ed europee, in particolare da organizzazioni criminali, come ad esempio "Cosa nostra", con particolare rilievo nelle stragi che hanno provocato le morti di Rocco Chinnici, Giovanni Falcone e Paolo Borsellino, e nell'attentato contro Carlo Palermo nella strage di Pizzolungo. Sempre a Cosa nostra sono attribuite le autobombe utilizzate per la strage di via dei Georgofili e di via Palestro e al fallito attentato a Maurizio Costanzo. Questa tecnica venne utilizzata anche da mafiosi sudamericani soprattutto il famosissimo Pablo Escobar, per far pressione lo Stato Colombiano con l'obiettivo dell'annullamento dell'estradizione dei narcos agli Stati Uniti.
Negli ultimi anni ha preso vigore, soprattutto in Iraq e a Baghdad, la tecnica terroristica dell'"autobomba-suicida", in cui il telecomando viene sostituito da un "autista-kamikaze", che conduce la vettura carica di esplosivo fino a provocarne la detonazione nei pressi dell'obiettivo prefissato. Un esempio ne è il camion-cisterna guidato da due kamikaze, utilizzato contro la missione militare italiana nella strage di Nassiriya del 2003.